# Eric Prydz
Eric Sheridan Prydz (narozen 19. července 1976) je švédský DJ a producent, nyní žijící v Los Angeles. V roce 2010 DJ Magazín vyhlásil výsledky své každoroční ankety Top 100 DJ, ve které se Prydz umístil na 30. místě. Některé své singly vydává pod svou přezdívkou Pryda.

## Hudební kariéra
V roce 2004 vydal svůj singl „Call on Me“, se samply ze singlu „Valerie“ od Steva Winwooda, který zaznamenal úspěch v britské a německé hitparádě, ve které se udržel pět respektive šest týdnů.
Znám je také za svůj remix písně „Another Brick in the Wall, Part II“ od skupiny Pink Floyd, který pojmenoval „Proper Education“ a která byla později nominována na cenu Grammy v roce 2008 v kategorii Nejlepší remix.
Singl Pjanoo, vydaný v létě roku 2008, obsadil v Británii druhé místo v pořadí nejvíce stahovaných písní a byl také použit v teaseru hry Grand Theft Auto: The Ballad of Gay Tony.
Nějaký čas také spolupracoval s DJským triem Swedish House Mafia, avšak poté, co se přestěhoval do Londýna se její člen (Sebastian Ingrosso) nechal slyšet, že Eric Prydz již není členem.

## Diskografie
Studiová alba
- Opus (2016)